# Walt Disney World Resort
Il Walt Disney World Resort, noto anche come Walt Disney World o Disney World, abbreviato WDW, è un complesso di intrattenimento e di divertimento nelle località statunitensi di Bay Lake e Lake Buena Vista, vicino a Orlando, all'interno delle Contee di Orange e Osceola, in Florida. Il complesso è sotto giurisdizione del Central Florida Tourism Oversight District.
Inaugurato il 1º ottobre 1971, il complesso, che si estende per 110,30 km², è controllato e gestito da Disney Experiences, una divisione della Walt Disney Company ed è formato da quattro grandi parchi tematici: il Magic Kingdom, Epcot, Disney's Hollywood Studios (ex Disney-MGM Studios) e il Disney's Animal Kingdom. Si aggiungono poi due parchi acquatici, sei campi da golf, più di 27 hotel a tema, e diverse aree commerciali e di divertimento come il complesso Disney Springs.
Il Magic Kingdom fu il primo e originale parco a tema ad aprire nel complesso seguito poi da Epcot, Disney's Hollywood Studios e Disney's Animal Kingdom che hanno aperto in seguito nel corso degli anni Ottanta e Novanta.
Il WDW è inoltre una zona di volo proibita dall'FAA, la quale vieta tutte le attività di volo sopra l'area senza l'approvazione del governo federale degli Stati Uniti, incluso l'uso di droni.
È il più grande complesso di parchi a tema del mondo e quello di gran lunga di maggior successo sia per numero di visitatori che per incassi con oltre 58 milioni di visitatori annui.

## Storia

### L'idea
L'idea di Walt Disney per quello che doveva chiamarsi inizialmente solo "Disney World" partiva da una sorta di versione molto più grande di Disneyland, che potesse espandersi nel tempo, a differenza di quanto poteva fare il parco originario. Il parco Disneyland originale infatti non poteva più espandersi senza abbattere vecchie attrazioni per costruirne delle nuove e questo perché, prima della sua costruzione, Disney non aveva acquistato abbastanza terreno attorno al parco facendo sì che, dopo che il parco ebbe avuto tanto successo, sorgessero una serie di hotel, locali e ristoranti non gestiti dalla Disney stessa e facendo salire alle stelle i costi dei terreni adiacenti. Disney World avrebbe dovuto anche essere una specie di "Disneyland del futuro" dove le innovazioni nei campi delle scienze e della tecnologia avrebbero potuto coesistere con l'originale visione di intrattenimento tematico di Disney.
Walt Disney aveva anche previsto che questo progetto dovesse incorporare una comunità di persone che avrebbero testato le sue idee circa la pianificazione urbana. Chiamò questa sua comunità EPCOT ovvero "Experimental Prototype Community (or City) of Tomorrow" (Prototipo Sperimentale di Comunità (o Città) del Futuro). Il parco a tema che aprì successivamente con il nome di Epcot aveva poco o nulla a che fare con l'idea di Walt, sebbene la vicina cittadina di Celebration, che è stata costruita dalla Walt Disney Company, incorpora alcune delle sue idee soprattutto nella gestione e pianificazione urbana.
Anche se partecipò attivamente in gran parte dello sviluppo del progetto Disney World, Walt Disney morì nel 1966 e non riuscì mai a vederlo realizzato. Il complesso avrebbe dovuto inizialmente chiamarsi soltanto "Disney World", ma prima della sua apertura Roy, fratello di Walt, volle rinominarlo "Walt Disney World", in memoria di suo fratello.

### Genesi e costruzione
Nel 1959, la Walt Disney Company, sotto la leadership di Walt Disney, incominciò a cercare del terreno per un secondo resort in aggiunta a Disneyland, che aveva aperto ad Anaheim nel 1955. Ricerche di mercato mostrarono che solo il 2% dei visitatori di Disneyland provenivano dalle zone a est del Mississippi, dove viveva il 75% della popolazione degli Stati Uniti. Inoltre, a Walt Disney non piaceva il business di terzi creato attorno a Disneyland e voleva controllare un'area molto più grande per il nuovo progetto.
Walt Disney sorvolò per la prima volta l'area di Orlando, una delle tante prescelte, il 22 novembre 1963. Vide che esisteva una buona rete stradale, incluse le autostrade Interstate 4 e Florida's Turnpike, con la base dell'aeronautica McCoy che sarebbe presto stata ritrasformata nel nuovo Aeroporto Internazionale di Orlando, così si innamorò subito del posto.
La decisione non era ancora stata presa; nessun terreno era stato acquistato. Se la notizia del nuovo resort di Disney fosse stata resa pubblica, il prezzo dei terreni sarebbe cresciuto a dismisura. Perciò tutto doveva essere tenuto segreto. Per evitare una speculazione sui terreni, Disney usò diverse società di facciata non direttamente collegate alla sua per acquistare i 27.400 acri (111 km²) di terreno. I primi cinque acri (20.000 m²) furono acquistati il 23 ottobre 1964 dalla Ayefour Corporation. Nel maggio del 1965, compravendite di grandi lotti furono registrati poche miglia a sud-ovest di Orlando della Osceola County. Due grandi appezzamenti furono venduti per 1,5 milioni di dollari, e appezzamenti più piccoli vennero acquistati da società con nomi esotici come la Latin-American Development and Management Corporation e la Reedy Creek Ranch Corporation. Nella maggior parte dei casi, i proprietari furono felici di vendere quei terreni, visto che erano in gran parte zone paludose. Un altro grosso problema veniva dai diritti di sfruttamento del sottosuolo, posseduti dal Tufts College. Senza il trasferimento di quei diritti, Tufts avrebbe potuto chiedere in ogni momento la rimozione degli edifici per esercitare i diritti stessi.

Dopo che la maggior parte del terreno fu acquistata, la faccenda finì nelle mani dei media e venne inizialmente resa pubblica dall'Orlando Sentinel il 20 ottobre 1965. Una conferenza stampa fu pertanto organizzata per il 15 novembre. Alla conferenza, Walt Disney elencò i suoi piani per l'area, incluso EPCOT, il Prototipo Sperimentale di Comunità del Futuro, che avrebbe dovuto essere la città futuristica immaginata da Disney.

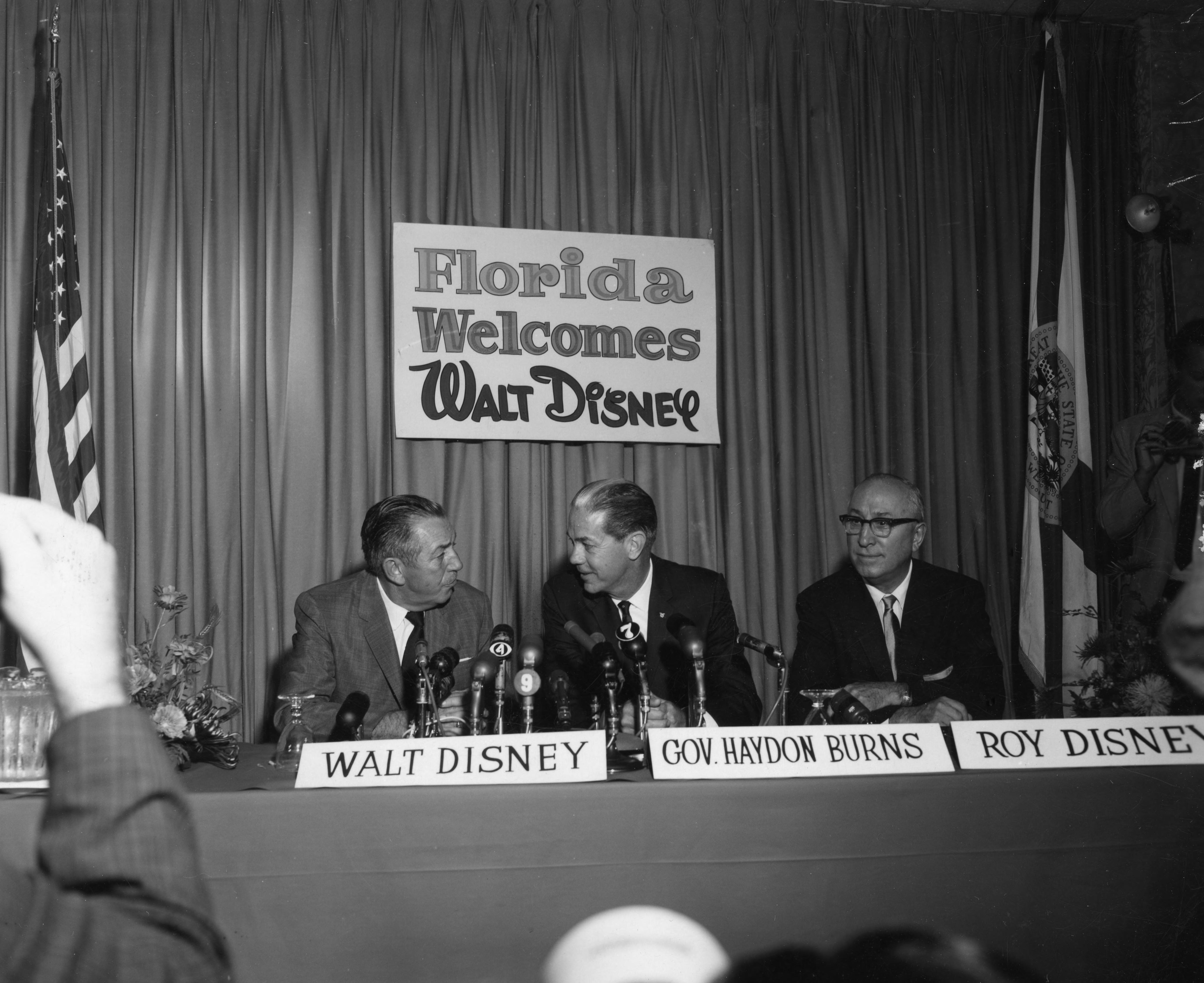
Walt Disney (a sinistra) con il governatore della Florida W. Haydon Burns (al centro) e il fratello Roy O. Disney (a destra) il 15 novembre 1965, annunciando pubblicamente la creazione di Walt Disney World.

Walt Disney morì il 15 dicembre 1966. Da quel momento, suo fratello Roy Disney gestì il progetto. Durante i primi anni di gestazione, il progetto fu semplicemente chiamato Disney World, ma Roy Disney aggiunse anche "Walt" al nome così da inaugurarlo come Walt Disney World. Le sue parole furono:
Il 2 febbraio 1967, Roy Disney tenne una conferenza stampa a Winter Park. Il ruolo di EPCOT fu enfatizzato nel film che fu proiettato, l'ultimo registrato da Walt Disney prima della sua morte. Dopo il film, fu spiegato che, per garantire il successo del Walt Disney World, avrebbe dovuto essere creato uno speciale distretto: il Reedy Creek Improvement District che includeva due città, la città di Bay Lake e la città di Reedy Creek (ora chiamata città di Lake Buena Vista). Oltre ai poteri standard di due normali comuni americani, che includono l'emissione di obbligazioni non tassabili, l'Improvement District avrebbe dovuto godere di una totale immunità per ogni presente o futura legge provinciale o statale sull'utilizzo del terreno. Le uniche aree di pertinenza provinciale o statale consistevano nella tassazione sulla proprietà e nelle ispezioni degli ascensori.
Le leggi che crearono il Distretto e i due Comuni furono approvate il 12 maggio 1967. La Corte Suprema della Florida acconsentì nel 1968 l'emissione da parte del Distretto di obbligazioni esenti da tassazione per la costruzione di opere pubbliche nell'area, anche se come unico beneficiario figurava la Walt Disney Company.
La costruzione dei canali per il drenaggio delle acque ebbe inizio subito per conto dell'Improvement District, e Disney costruì le prime strade e il Magic Kingdom. Gli hotel Disney's Contemporary Resort, Disney's Polynesian Resort, e Disney's Fort Wilderness Resort and Campground furono anch'essi completati in tempo per l'apertura del parco il 1º ottobre 1971.
Nel giorno dell'inaugurazione, Roy Disney dedicò il parco a Walt. Dopo aver chiesto un parere alla vedova del fratello, Lillian, lei rispose:

### Gli altri parchi e nuove espansioni

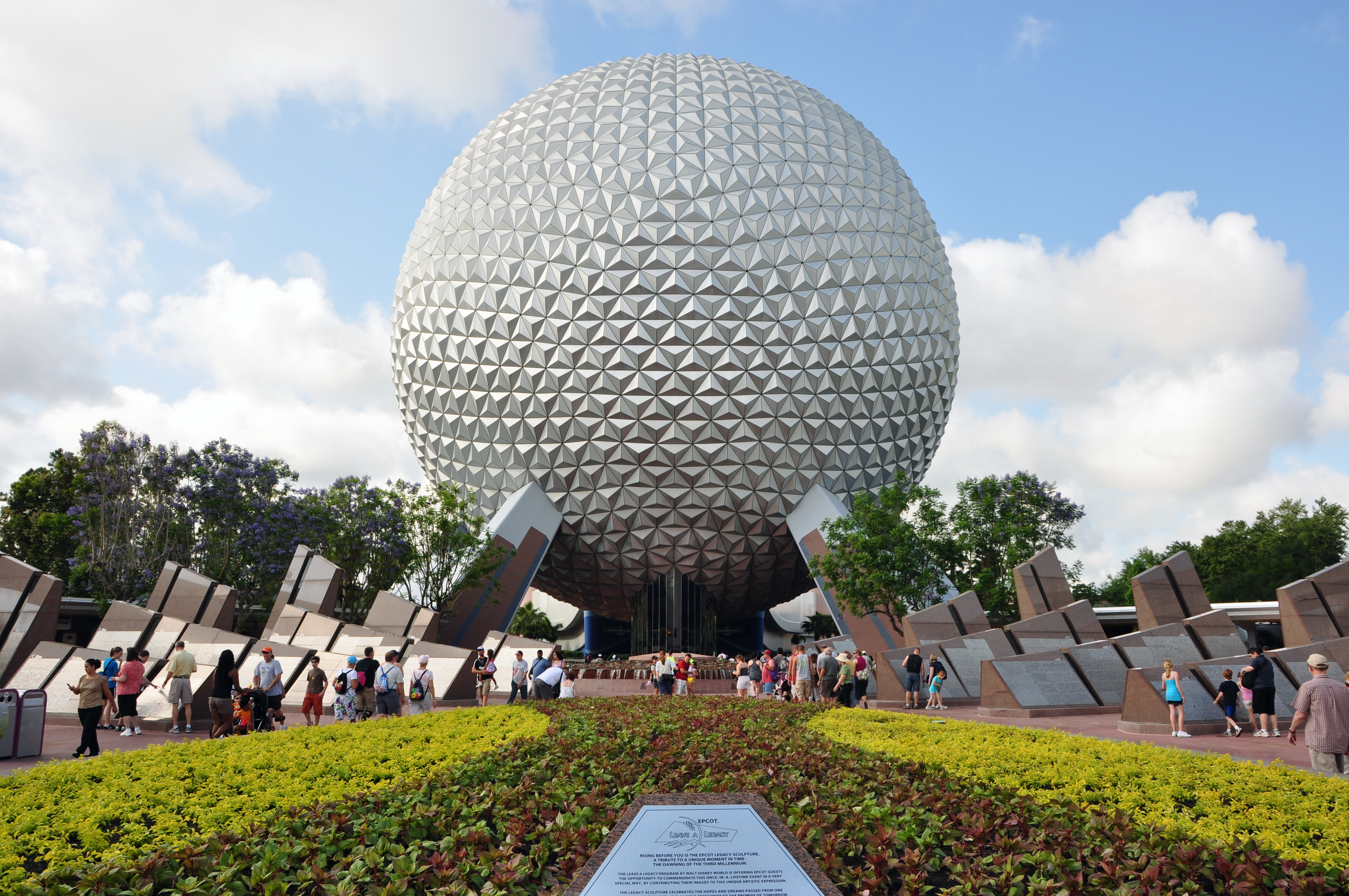
Spaceship Earth, l'icona di Epcot

Alla morte di Roy Disney (il 20 dicembre del 1971) il progetto per la città del domani, EPCOT, venne abbandonato dai nuovi gestori della società, perché considerato troppo costoso e rischioso per la compagnia e, il 15 maggio 1974, Card Walker, nuovo CEO della Walt Disney Company, annunciò che avrebbero aperto invece un nuovo parco a tema chiamato Epcot (senza le maiuscole) adiacente al Magic Kingdom, che nulla aveva a che vedere però col sogno di Walt Disney.
Epcot Center (in seguito rinominato solo Epcot) aprì il 1º ottobre 1982. In seguito sono stati inaugurati altri due parchi nel complesso: Disney's Hollywood Studios (ex Disney-MGM Studios), un parco dedicato al mondo del cinema inaugurato il 1º maggio del 1989, e il Disney's Animal Kingdom, dedicato alla natura e che ha aperto i battenti il 22 aprile 1998.
Nel 2018 apre ai Disney's Hollywood Studios la Toy Story Land mentre il 29 agosto 2019, sempre presso gli Hollywood Studios, è stata inaugurata una enorme area dedicata a Star Wars, la stessa che è stata inaugurata nel parco Disneyland in California qualche mese prima, che è stata chiamata Star Wars: Galaxy’s Edge.
Nel 2020, a causa delle chiusure straordinarie e delle restrizioni dovute alla pandemia di Covid-19, tutti i parchi del WDW hanno subito un drastico calo dei visitatori e l'intero resort ha toccato il minimo storico con una perdita che si aggirava intorno al -70% rispetto all'anno precedente.
Nel 2021, per i 50 anni del parco, era stata annunciata Tron Lightcycle Power Run a Tomorrowland, nel Magic Kingdom, montagna russa ispirata a Tron e già presente a Shanghai Disneyland, ma in seguito rimandata al 2022 a causa della Pandemia di Covid-19.
Sempre entro il 50º anniversario del resort hanno aperto, inoltre: Space 220, un nuovo ristorante a tema spaziale a Epcot inaugurato nel 2021; a Epcot è stata effettuata una nuova suddivisione dell'ex area Future World in tre nuove aree: World Celebration, World Discovery e World Nature, che comprendono rispettivamente le attrazioni al centro, ad ovest e ad est del parco; è stata inaugurata inoltre un'attrazione ispirata al film Pixar Ratatouille, simile a quella di Disneyland Paris, che ha aperto nel padiglione francese al World Showcase; una nuova attrazione ispirata a Guardiani della Galassia, chiamata Guardians of the Galaxy: Cosmic Rewind, ha rimpiazzato Universe of Energy; Journey of Water, é invece un'attrazione ispirata a Oceania.

## Cronologia
| 1965 | Walt Disney annuncia il progetto Florida |
| 1966 | Walt Disney muore di cancro ai polmoni all'età di 65 anni |
| 1967 | Incomincia la costruzione del Walt Disney World Resort |
| 1971 | Inaugurazione di Walt Disney World comprendente: - Magic Kingdom - Palm and Magnolia Golf Courses - Disney's Contemporary Resort - Disney's Polynesian Resort - Disney's Fort Wilderness Resort & Campground Roy O. Disney muore a 78 anni |
| 1972 | Apre Disney's Village Resort |
| 1973 | Apre The Golf Resort |
| 1974 | Apre Discovery Island |
| 1975 | Apre Lake Buena Vista Shopping Village |
| 1976 | Apre Disney's River Country |
| 1980 | Apre Walt Disney World Conference Center |
| 1982 | Inaugurazione di EPCOT Center |
| 1986 | Apre The Disney Inn |
| 1988 | Aprono Disney's Grand Floridian Resort & Spa Disney's Caribbean Beach Resort |
| 1989 | Inaugurazione di Disney-MGM Studios Aprono Disney's Typhoon Lagoon Pleasure Island |
| 1990 | Aprono Disney's Yacht and Beach Club Resort Walt Disney World Swan Walt Disney World Dolphin |
| 1991 | Aprono Disney's Port Orleans Resort French Quarter Disney Vacation Club Disney's Old Key West Resort |
| 1992 | Aprono Disney's Port Orleans Resort Riverside (ex Dixie Landings) Bonnet Creek Golf Club |
| 1994 | Aprono Disney's All-Star Sports Resort Disney's Wilderness Lodge Shades of Green |
| 1995 | Aprono Disney's All-Star Music Resort Disney's Blizzard Beach Disney's Fairy Tale Wedding Pavilion Walt Disney World Speedway |
| 1996 | EPCOT Center è stato ribattezzato Epcot Aprono Disney Institute Disney's BoardWalk Inn e BoardWalk Villas |
| 1997 | Aprono Disney's Coronado Springs Resort Disney's Wide World of Sports Complex Downtown Disney West Side |
| 1998 | Inaugurazione di Disney's Animal Kingdom Apre DisneyQuest |
| 1999 | Apre Disney's All-Star Movies Resort Chiude Discovery Island |
| 2000 | Apre The Villas at Disney's Wilderness Lodge |
| 2001 | Apre Disney's Animal Kingdom Lodge Chiude River Country |
| 2002 | Apre Disney's Beach Club Villas |
| 2003 | Apre Disney's Pop Century Resort |
| 2004 | Apre Disney's Saratoga Springs Resort & Spa |
| 2007 | Apre Disney's Animal Kingdom Villas |
| 2008 | Disney-MGM Studios è stato ribattezzato Disney's Hollywood Studios |
| 2009 | Aprono Bay Lake Tower at Disney's Contemporary Resort Treehouse Villas |
| 2011 | Apre Golden Oak at Walt Disney World Resort |
| 2012 | Apre Disney's Art of Animation Resort Inizia la "fase 1" della New Fantasyland |
| 2013 | Apre The Villas at Disney's Grand Floridian Resort & Spa |
| 2014 | Inizia la "fase 2" della New Fantasyland |
| 2015 | Apre Disney's Polynesian Villas & Bungalows Downtown Disney viene espansa e rinominata Disney Springs |
| 2017 | Aprono Pandora – The World of Avatar nel parco Disney's Animal Kingdom Copper Creek Villas & Cabins al Disney's Wilderness Lodge Chiude DisneyQuest                                                                                        |
| 2018 | Apre Toy Story Land nel parco Hollywood Studios |
| 2019 | Apre Star Wars: Galaxy's Edge nel parco Hollywood Studios |
| 2022 | Apre "Guardian of the galaxy: Cosmic Rewind" nel parco "EPCOT" |
| 2023 | Apre "Tron lightcycle\Run" nel parco "Magic Kingdom" |
| 2024 | L'attrazione "Splash Mountain" nel parco "Magic Kingdom" viene riaperta col nome "Tiana Bayou's Adventure" con la tematizzazione del film La principessa e il ranocchio                                                                    |

## Località

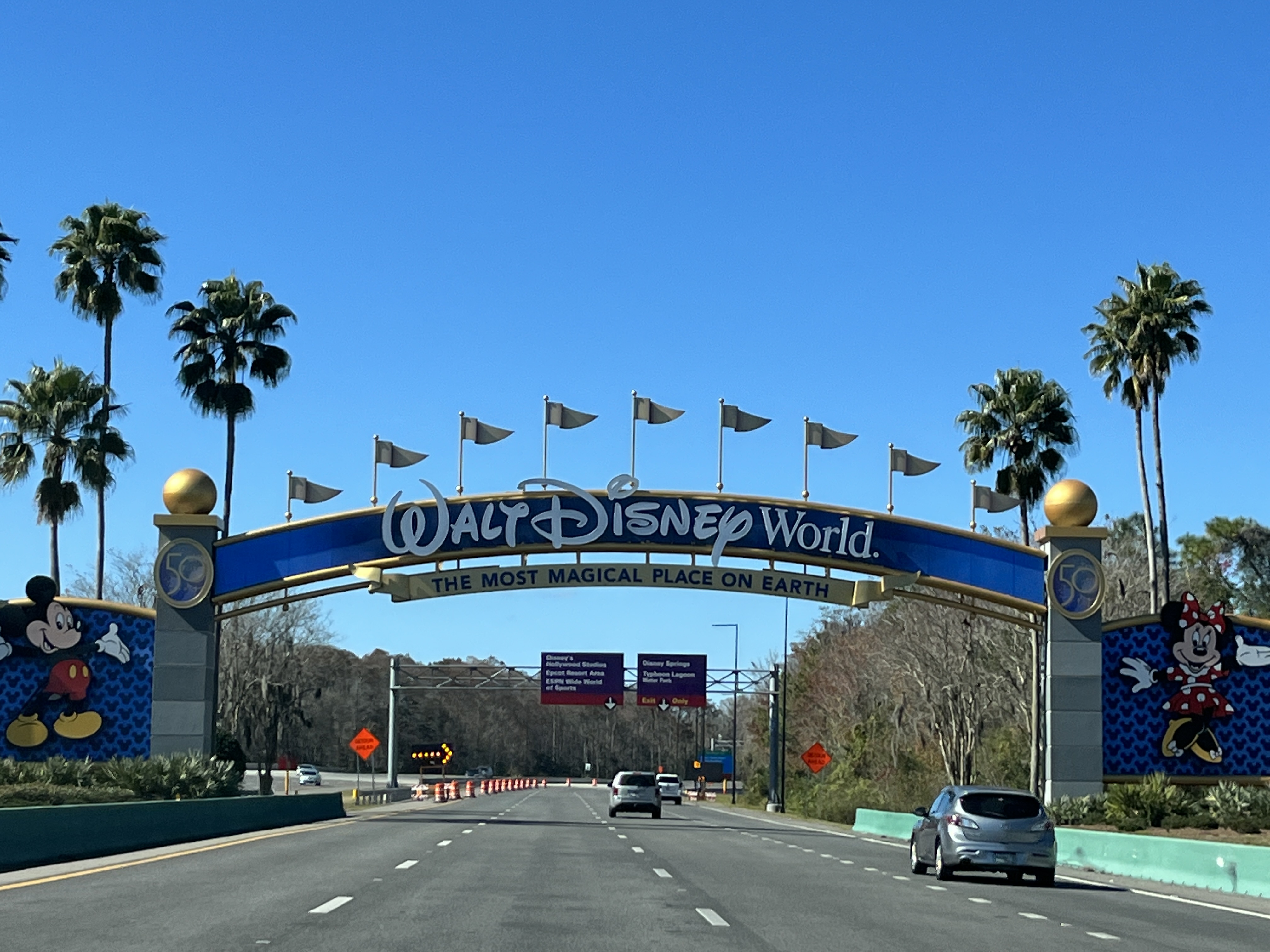
Uno dei quattro archi di entrata nel resort

Il Disney World non si trova all'interno dei limiti della città di Orlando ma a sud-ovest di Downtown. La maggior parte del complesso si trova all'interno della Contea di Orange e in piccola parte all'interno della Contea di Osceola. 
Il Disney World comprende le città di Lake Buena Vista e Bay Lake, entrambe governate dal Central Florida Tourism Oversight District. 

## Proprietà nel complesso

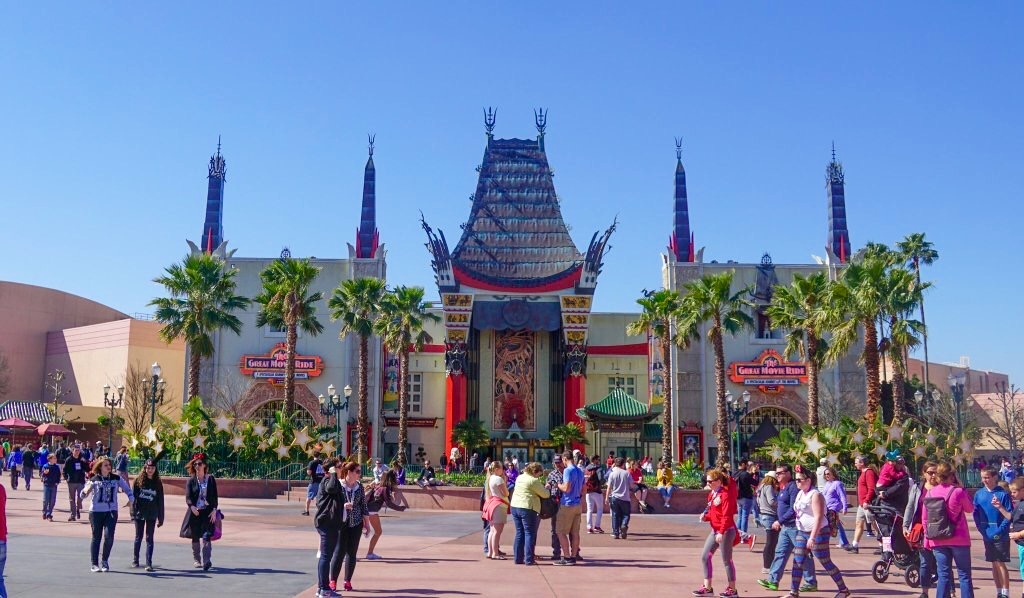
La copia esatta del Chinese Theater di Hollywood è uno dei simboli del parco Disney's Hollywood Studios in Florida

La maggior parte del terreno nella Florida centrale posseduto dalla Walt Disney Company, e tutte le aree pubbliche, si trovano nei comuni di Bay Lake e Lake Buena Vista, situati a sud-ovest di Orlando e a poche miglia a nord-ovest di Kissimmee. Il terreno del WDW è posto sotto giurisdizione del Central Florida Tourism Oversight District (CFTOD), uno special taxing district che permette alla Disney di esercitare poteri di tipo quasi governativo su tutta l'area di sua pertinenza.

### Parchi a tema

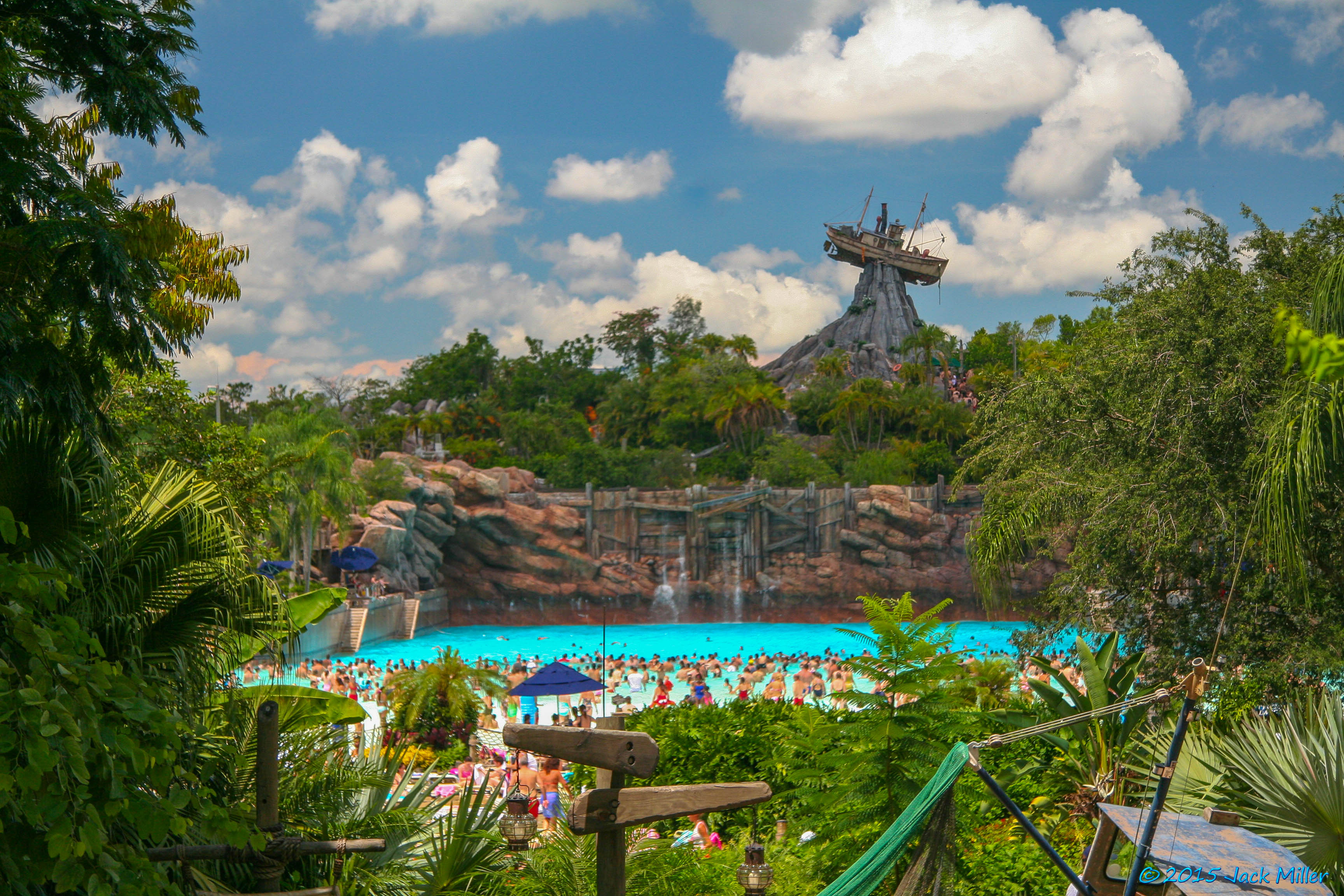
Disney's Typhoon Lagoon

Walt Disney World Resort contiene quattro grandi parchi a tema, ognuno dei quali ha un'attrazione che con il tempo ne è diventata il simbolo:
- Magic Kingdom: il Castello di Cenerentola, situato al centro del Magic Kingdom, è il simbolo del parco.
- Epcot ha come simbolo del parco la gigantesca "Spaceship Earth", la sfera che somiglia a una palla da golf gigante.
- Disney's Hollywood Studios (ex Disney-MGM Studios): attualmente la Tower of Terror viene indicata come simbolo del parco, in quanto spesso presente sui dépliant e sui souvenir del parco. In precedenza lo era stato la grande torre serbatoio d'acqua con in cima le orecchie di Topolino e, successivamente, il cappello gigante da mago di Topolino, smantellato nel 2015.
- Disney's Animal Kingdom ha come simbolo del parco l'"Albero della Vita", un enorme albero con intagliati sul suo fusto decine di animali.

### Parchi acquatici
Ci sono inoltre due parchi acquatici (mentre uno è stato chiuso):
- Typhoon Lagoon
- Blizzard Beach

#### Parchi acquatici chiusi
- River Country, chiuso nel 2001

### Negozi e ristoranti
L'area Disney Springs, ex Downtown Disney, è invece il centro notturno del resort, dove poter cenare in svariati ristoranti a tema, negozi di vario genere, locali per il divertimento, inclusi DisneyQuest, un "parco a tema virtuale" all'interno di un edificio (sostituito nel 2019 da The NBA Experience), e uno show permanente del celebre Cirque du Soleil: La Nouba (1998-2017) che sarà presto sostituito da un nuovo show in arrivo nel 2020.

### Hotel
Un ulteriore aspetto notevole è il gran numero di hotel all'interno della proprietà del Walt Disney World. Gli hotel non tematici sono gestiti da compagnie private come Marriott e Hilton.

### Campi da golf
Il Walt Disney World Resort include anche cinque campi da golf di alto livello. I cinque campi a 18 buche sono il Magnolia, il Palm, Lake Buena Vista, Eagle Pines, e Osprey Ridge (gli ultimi due fanno parte del Bonnet Creek Golf Club). Ci sono inoltre due minigolf: Fantasia Gardens e Winter Summerland.

## Informazioni
Walt Disney World Resort copre un'area di 47 miglia quadrate (122 km²), circa l'area della città di San Francisco o il doppio del quartiere di Manhattan. Meno di un quarto dell'area è attualmente sfruttata. Un altro quarto è lasciato come riserva naturale
Walt Disney World ha aperto la strada per la costruzione di molti altri parchi a tema e attrazioni nella zona, tra cui SeaWorld e il parco Universal Studios Florida, e ha fatto sì che Orlando diventasse una tra le più popolari destinazioni turistiche del mondo.
Il Walt Disney World Resort è anche lo sponsor e il gestore del Walt Disney World College Program (Programma Universitario Walt Disney World), che permette a molti studenti universitari di vivere nella zona e di lavorare come cast members.

### Gestione e costi
Quando il Magic Kingdom aprì nel 1971, il Walt Disney World Resort impiegava circa 5.500 addetti. Oggi impiega più di 57.000 addetti, spendendo più di 1,1 miliardi di dollari in stipendi e 478 milioni in benefit ogni anno.
Il 30 marzo 2004 in un articolo del giornale The Orlando Sentinel, il presidente di Walt Disney World, Al Weiss, rilasciò un'intervista in cui indicava come venivano effettuate le normali operazioni di routine nei parchi:
- Più di 5.000 addetti si dedicano alla manutenzione e riparazione, inclusi 650 giardinieri e 600 imbianchini.
- Disney spende più di 100 milioni di dollari ogni anno per la manutenzione del Magic Kingdom. Nel 2003, 6 milioni furono spesi per il solo rinnovo del ristorante Crystal Palace. Il 90 percento dei visitatori afferma che le condizioni e la pulizia del Magic Kingdom sono eccellenti o molto buone.
- Le strade nei parchi vengono pulite a fondo ogni notte.
- Ci sono alcuni addetti che hanno come unico compito quello di ridipingere gli antichi cavalli della giostra; vengono usati dei veri fogli dorati.
- Nell'area è presente una vera foresta di alberi, così quando un vecchio albero deve essere rimpiazzato, un altro viene subito trovato senza dover ricorrere all'esterno.

### Trasporti

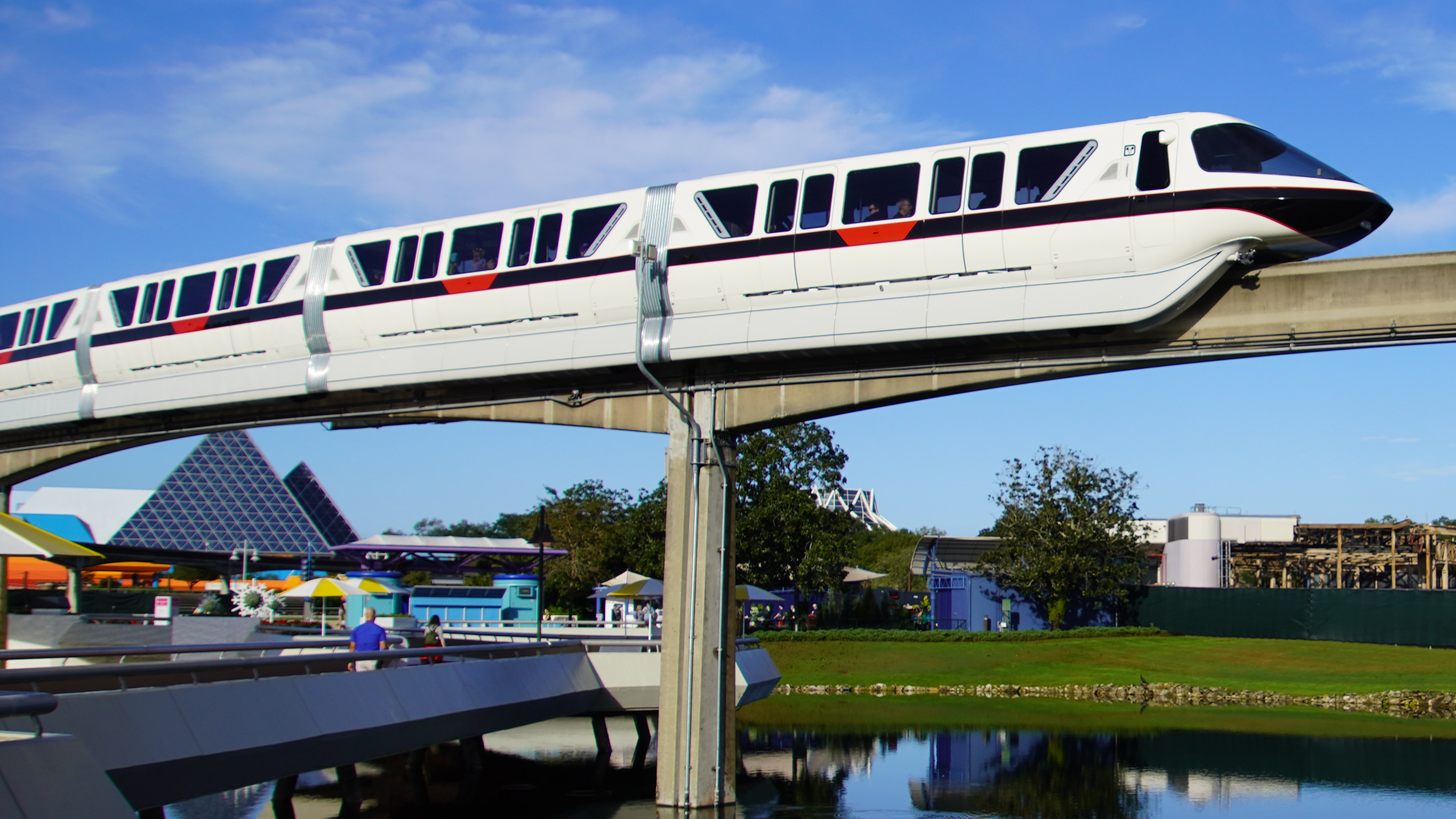
Il Walt Disney World Monorail System

C'è un'ampia flotta di autobus-navetta all'interno del complesso, chiamati Disney Transport (gestiti dalla Mears Transportation), gratuiti per gli ospiti. Inoltre due linee di monorotaia, denominate Walt Disney World Monorail System, operano nel Resort: una collega il Magic Kingdom, gli hotel Contemporary, Polynesian e Grand Floridian, e il Transportation and Ticket Center; l'altra collega Epcot e il Transportation and Ticket Center. Disney Skyliner, una cabinovia inaugurata nel 2019, ha attualmente tre linee che collegano Disney Hollywood Studios e Epcot con quattro hotel del resort.

## Attrazioni

### Parchi a tema
- Magic Kingdom
- Epcot
- Disney's Hollywood Studios
- Disney's Animal Kingdom

### Parchi acquatici
- Disney Typhoon Lagoon
- Blizzard Beach Disney

Ci sono anche molte spiagge intorno alla zona

### Altre attrazioni
- Disney Springs (denominato Downtown Disney fino a metà 2015), aperto 22 marzo 1975
- BoardWalk Disney, ha aperto 1 lug 1996
- Disney Wedding Pavilion, aperto 15 luglio 1995
- ESPN Wide World of Sports Complex, aperto 28 marzo 1997
- Walt Disney World Speedway, aperto 28 nov 1995
- Richard Petty Driving Experience, aperto 28 novembre 1995

### Golf e la ricreazione
Di proprietà della Disney comprende cinque campi da golf. I quattro campi da golf a 18 buche sono il Palm (4 ½ stelle), il Magnolia (4 stelle), Lake Buena Vista (4 stelle) e Osprey Ridge (4 ½ stelle). C'è anche un corso di passeggiate a nove buche (senza carrelli elettrici ammessi) chiamato Oak Trail, pensata per i giovani golfisti. Arnold Palmer Golf Management gestisce i campi da golf della Disney. Inoltre, ci sono due minigolf, ciascuno con due corsi, Fantasia Gardens e Inverno Summerland.
Attività di pesca vengono offerte ogni giorno sui laghi del resort. Non è necessaria una licenza di pesca in Florida perché si verifica sulla proprietà privata. Pesca Cane poli è offerto da bacini a Disney Fort Wilderness Resort & Campground e Disney Port Orleans Resort.
Ulteriori attività ricreative includono noleggio imbarcazioni, noleggio biciclette, Surrey e crociere d'artificio lanciati da diversi porti turistici resort.

### Ex attrazioni
- Disney River Country : Il primo parco acquatico presso il Walt Disney World Resort. Ha aperto il 20 giugno 1976 e ha chiuso il 1º novembre 2001[19].
- Discovery Island : Un'isola in Bay Lake che fu la patria di molte specie di animali e uccelli. Ha aperto l'8 aprile 1974 e ha chiuso l'8 aprile 1999[20].

### Attrazioni popolari
- Magic Kingdom
  - Haunted Mansion
  - Pirates of the Caribbean
  - It's a Small World
  - Hyperspace Mountain
  - Splash Mountain
  - Big Thunder Mountain Railroad
  - Hall of Presidents
- Epcot
  - Test Track
  - Mission: SPACE
  - Soarin'
  - Spaceship Earth
  - Journey into Imagination with Figment
- Disney's Hollywood Studios (ex Disney-MGM Studios)
  - Star Tours – The Adventures Continue
  - Millennium Falcon: Smugglers Run
  - Star Wars: Rise of the Resistance
  - Rock 'n' Roller Coaster Starring Aerosmith
  - The Twilight Zone Tower of Terror
  - Fantasmic!
- Disney's Animal Kingdom
  - Kilimanjaro Safaris
  - Avatar Flight of Passage
  - Na'vi River Journey
  - Expedition Everest: Legend of the Forbidden Mountain
  - DINOSAUR (precedentemente chiamata Disney Countdown to Extinction)

## Alberghi
Dei trentaquattro resort e alberghi sulla proprietà Walt Disney World, ventotto sono di proprietà e gestiti da Disney Parks, Experiences and Products. Questi sono classificati in quattro categorie: Deluxe, Moderate, Value, e Disney Vacation Club Villas e si trovano in una delle cinque zone di villeggiatura.
Mentre tutti gli hotel resort Deluxe hanno ottenuto un rating AAA Four Diamond, Disney's Grand Floridian Resort & Spa è considerato l'hotel di maggior lusso e livello di punta nel complesso del Walt Disney World Resort.

### Disney resorts interni
| Nome                                                                   | Data di apertura | Tema                                            | Numero delle camere      | Zona              |
| Deluxe resorts                                                         |                  |                                                 |                          |                   |
| Disney's Animal Kingdom Lodge                                          | 16 aprile 2001   | African Wildlife preserve                       | 1.307                    | Animal Kingdom    |
| Disney's Beach Club Resort                                             | 19 novembre 1990 | Newport Beach cottage                           | 576                      | Epcot             |
| Disney's BoardWalk Inn                                                 | 1º luglio 1996   | Early 20th Century Atlantic and Ocean City      | 378                      | Epcot             |
| Disney's Contemporary Resort                                           | 1º ottobre 1971  | Modern                                          | 655                      | Magic Kingdom     |
| Disney's Grand Floridian Resort & Spa                                  | 1º luglio 1988   | Victorian seaside resort                        | 867                      | Magic Kingdom     |
| Disney's Polynesian Resort                                             | 1º ottobre 1971  | South Seas                                      | 847                      | Magic Kingdom     |
| Disney's Wilderness Lodge                                              | 28 marzo 1994    | Pacific Northwest, National Park Service Rustic | 729                      | Magic Kingdom     |
| Disney's Yacht Club Resort                                             | 5 novembre 1990  | Martha's Vineyard Resort                        | 621                      | Epcot             |
| Walt Disney World Swan (partnership: operated with Westin Hotels)      | 13 gennaio 1990  | Underwater & Seashore                           | 756                      | Epcot             |
| Walt Disney World Dolphin (partnership: operated with Sheraton Hotels) | 1º gennaio 1990  | Underwater & Seashore                           | 1.509                    | Epcot             |
| Star Wars: Galactic Starcruiser                                        | TBA              | Star Wars                                       | TBA                      | Epcot             |
| Moderate resorts                                                       |                  |                                                 |                          |                   |
| Disney's Caribbean Beach Resort                                        | 1º ottobre 1988  | Tropical Islands                                | 2.112                    | Epcot             |
| Disney's Coronado Springs Resort                                       | 1º agosto 1997   | Mexico, American Southwest                      | 1.915                    | Animal Kingdom    |
| Disney's Port Orleans Resort French Quarter                            | 17 marzo 1991    | New Orleans French Quarter                      | 1.008                    | Downtown Disney   |
| Disney's Port Orleans Resort Riverside                                 | 2 febbraio 1992  | Antebellum South                                | 2.048                    | Downtown Disney   |
| Value resorts                                                          |                  |                                                 |                          |                   |
| Disney's All-Star Movies Resort                                        | 15 gennaio 1999  | Disney films                                    | 1.920                    | Animal Kingdom    |
| Disney's All-Star Music Resort                                         | 22 novembre 1994 | Music                                           | 1.604                    | Animal Kingdom    |
| Disney's All-Star Sports Resort                                        | 24 aprile 1994   | Sports                                          | 1.920                    | Animal Kingdom    |
| Disney's Art of Animation Resort                                       | 31 marzo 2012    | Disney and Pixar animated films                 | 1.984                    | Hollywood Studios |
| Disney's Pop Century Resort                                            | 14 dicembre 2003 | 20th century American pop culture               | 2.880                    | Hollywood Studios |
| Disney Vacation Club                                                   |                  |                                                 |                          |                   |
| Disney's Old Key West Resort                                           | 20 dicembre 1991 | Early 20th Century Key West                     | 761                      | Downtown Disney   |
| Disney's BoardWalk Villas                                              | 1º luglio 1996   | Early 20th Century Atlantic City                | 583                      | Epcot             |
| The Villas at Disney's Wilderness Lodge                                | 15 novembre 2000 | Pacific Northwest                               | 136                      | Magic Kingdom     |
| Disney's Beach Club Villas                                             | 1º luglio 2002   | Newport resort                                  | 282                      | Epcot             |
| Disney's Saratoga Springs Resort & Spa                                 | 17 marzo 2004    | 1880s Upstate New York resort                   | 1.260                    | Downtown Disney   |
| Disney's Animal Kingdom Villas                                         | August 15, 2007  | African safari lodge                            | 708                      | Animal Kingdom    |
| Bay Lake Tower at Disney's Contemporary Resort                         | 4 agosto 2009    | Modern                                          | 428                      | Magic Kingdom     |
| The Villas at Disney's Grand Floridian Resort & Spa                    | 23 ottobre 2013  | Victorian Seaside Resort                        | 147                      | Magic Kingdom     |
| Copper Creek Villas and Cabins at Disney's Wilderness Lodge            | 17 luglio 2017   | Pacific Northwest                               | 184                      | Magic Kingdom     |
| Disney's Riviera Resort                                                | 16 dicembre 2019 | European Riviera                                | 300                      | Epcot             |
| Reflections – A Disney Lakeside Lodge                                  | 2022             | Natura                                          | 900                      | Magic Kingdom     |
| Cabine e Campeggi                                                      |                  |                                                 |                          |                   |
| Disney's Fort Wilderness Resort and Campground                         | 19 novembre 1971 | Rustic Woods Campeggi                           | 800 campsites 409 cabine | Magic Kingdom     |
| area Residenziale                                                      |                  |                                                 |                          |                   |
| Golden Oak at Walt Disney World Resort                                 | Autunno 2011     | Varies                                          | 450 case                 | Magic Kingdom     |

## Visitatori
Themed Entertainment Association ed Economics Research Associates pubblicano ogni anno l'Attraction Attendance Report, all'interno del quale è possibile leggere i dati annui sulla presenza del pubblico nei parchi:

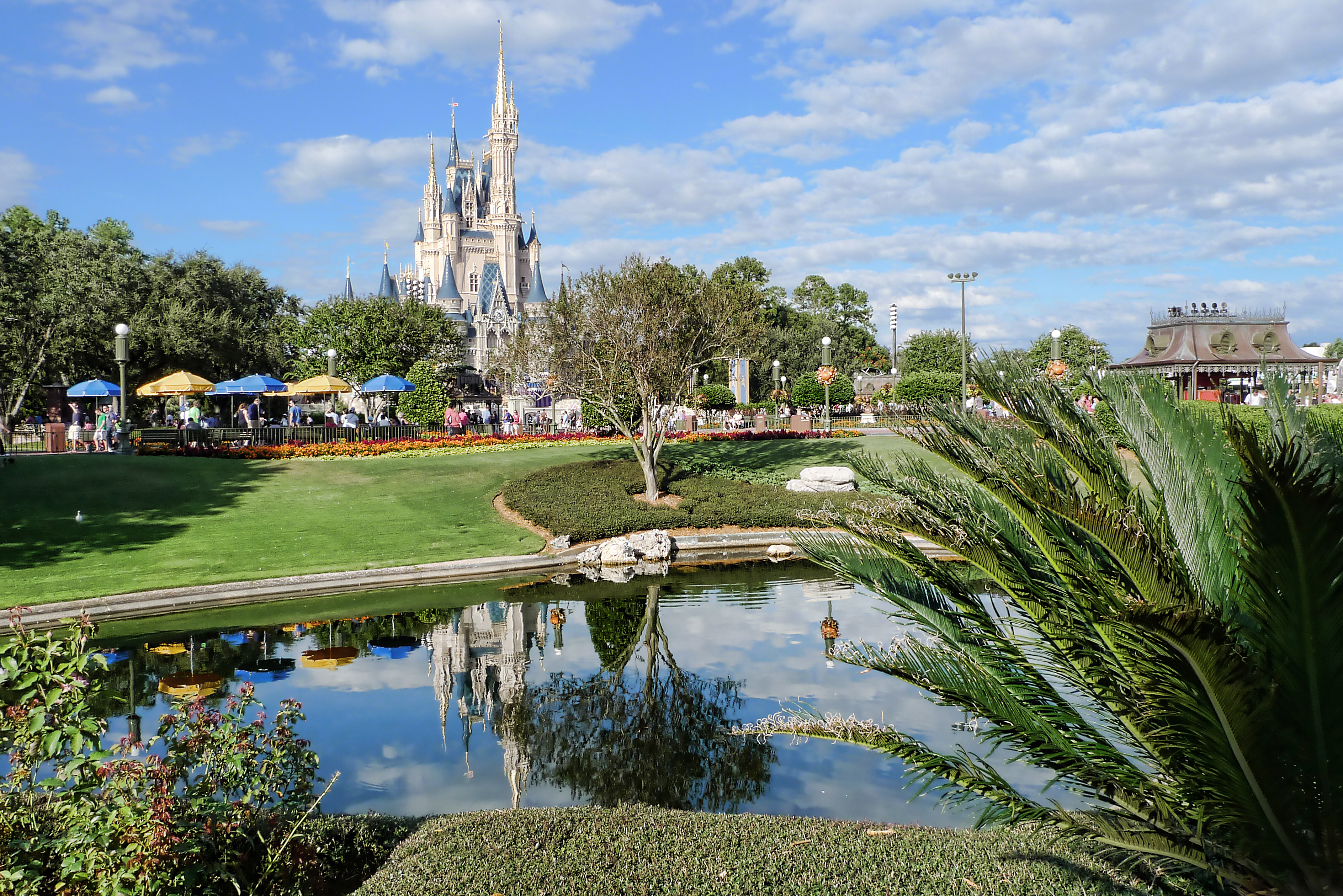
Magic Kingdom, il parco a tema più visitato al mondo.

| Anno | Magic Kingdom | Epcot      | Disney's Hollywood Studios | Disney's Animal Kingdom |
| ---- | ------------- | ---------- | -------------------------- | ----------------------- |
| 2008 | 17.063.000    | 10.935.000 | 9.608.000                  | 9.540.000               |
| 2009 | 17.233.000    | 10.990.000 | 9.700.000                  | 9.590.000               |
| 2010 | 16.972.000    | 10.825.000 | 9.603.000                  | 9.686.000               |
| 2011 | 17.142.000    | 10.826.000 | 9.699.000                  | 9.783.000               |
| 2012 | 17.536.000    | 11.063.000 | 9.912.000                  | 9.998.000               |
| 2013 | 18.588.000    | 11.229.000 | 10.110.000                 | 10.198.000              |
| 2014 | 19.332.000    | 11.454.000 | 10.312.000                 | 10.402.000              |
| 2015 | 20.492.000    | 11.798.000 | 10.828.000                 | 10.922.000              |
| 2016 | 20.395.000    | 11.712.000 | 10.776.000                 | 10.844.000              |
| 2017 | 20.450.000    | 12.200.000 | 10.722.000                 | 12.500.000              |
| 2018 | 20.859.000    | 12.444.000 | 11.258.000                 | 13.750.000              |
| 2019 | 20.963.000    | 12.444.000 | 11.483.000                 | 13.888.000              |
| 2020 | 6.941.000     | 4.044.000  | 3.675.000                  | 4.166.000               |
| 2021 | 12.691.000    | 7.752.000  | 8.589.000                  | 7.194.000               |
| 2022 | 17.133.000    | 10.000.000 | 10.900.000                 | 9.027.000               |

## Chiusure straordinarie

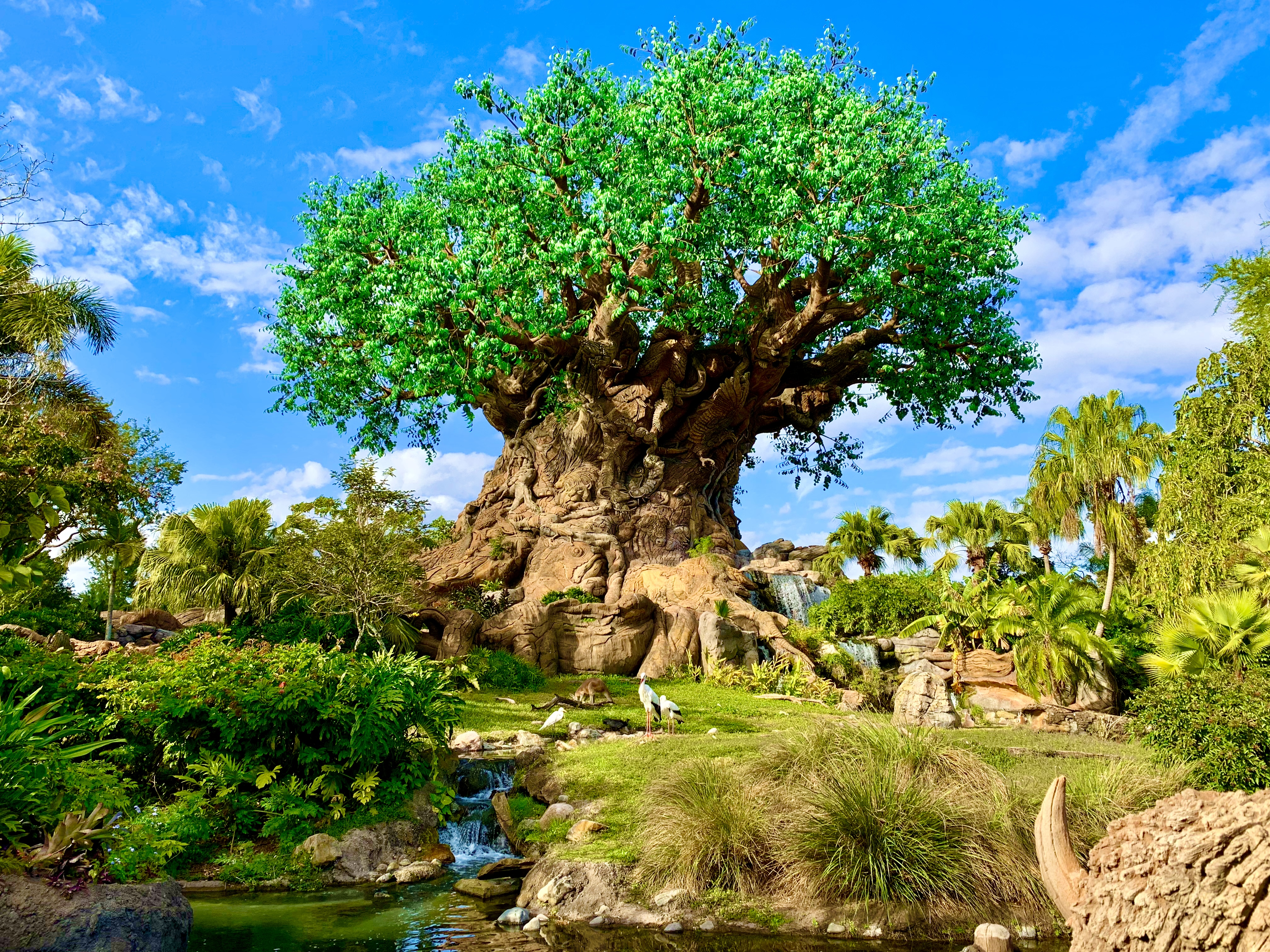
Tree of Life a Disney's Animal Kingdom

- Il 31 agosto 1985 Magic Kingdom ed Epcot chiusero anticipatamente a causa delle preoccupazioni sull'uragano Elena.[36]
- Il 14 settembre 1999 la Walt Disney Company chiuse anticipatamente per la prima volta tutto il complesso durante l'uragano Floyd, che finì soltanto per sfiorare l'area. Il complesso rimase chiuso il 15 settembre tranne che per Animal Kingdom.[36]
- I parchi furono parzialmente chiusi l'11 settembre 2001 dopo gli attacchi terroristici. Riaprirono normalmente il giorno seguente, ma sotto strettissima sorveglianza.
- Nel 2004 il passaggio degli uragani Charley (il 13 agosto), Frances (il 4, 5 e 6 settembre) e Jeanne (il 26 settembre) provocarono nuovamente la chiusura dei parchi.[36]
- Il risultato dell'uragano Wilma produsse la chiusura dei quattro parchi a tema, dei due parchi acquatici, dei campi da golf e del Fort Wilderness Resort and Campground il 24 ottobre 2005. Disney riaprì tutto il complesso il 25 ottobre 2005.[36]
- Il 6 e il 7 ottobre 2016 il parco Magic Kingdom, e gran parte del resort, furono chiusi a causa del passaggio dell'uragano Matthew.[37]
- A causa del passaggio dell'Uragano Irma il parco ha nuovamente chiuso le porte nei giorni 10 e 11 settembre 2017.[38][39][40][41]
- Il primo settembre 2019, a causa del passaggio dell'uragano Dorian, la Disney annuncia la chiusura straordinaria del parco acquatico Disney's Blizzard Beach mentre gli analisti prevedono una perdita di almeno 90 milioni di dollari per la compagnia a causa delle cancellazioni dei turisti e delle defezioni dei residenti della zona.[42][43] Il 2 e il 3 settembre la Disney annuncia la chiusura anticipata di tutti i parchi a tema in Florida in previsione dei forti venti e delle forti piogge portate dall'uragano.[44][45]
- Il 13 marzo 2020 la Disney annuncia che il Walt Disney World Resort verrà chiuso a partire dal 15 marzo fino a tempo da determinarsi a causa della pandemia da coronavirus 2019-2020; fu la prima volta nella storia che tutti i parchi Disney del mondo furono chiusi contemporaneamente.[46][47] Dopo quasi 4 mesi di chiusura, il resort ha riaperto parzialmente l'11 luglio 2020 due dei suoi quattro parchi, il Magic Kingdom e Animal Kingdom, che hanno accolto un numero limitato di visitatori, con alcune attrazioni e interazioni tra i personaggi non disponibili come precauzione di sicurezza. Epcot e gli Hollywood Studios hanno riaperto invece, sotto le stesse disposizioni, il 15 luglio 2020.[48][49]
- Dal 28 al 30 settembre 2022, il resort ha chiuso per il passaggio dell'uragano Ian.[50]
- Il 9 e il 10 ottobre 2024 ha invece chiuso per il passaggio dell'uragano Milton.[50]

## Progetti futuri
- Sono state annunciate un'attrazione ispirata a Mary Poppins, in arrivo nel padiglione del Regno Unito, e 360-degree Wondrous China Experience nel padiglione cinese.[14]
- Il Magic Kingdom otterrà un'espansione ispirata ai cattivi Disney, Villains Land, e una nuova area ispirata a Cars, i Disney's Hollywood Studios otterranno un'espansione Monsters, Inc. Land, a Epcot ,Test Track sarà completamente rinnovata mentre il Disney's Animal Kingdom otterrà: un'espansione Tropical Americas Land chiamata Pueblo Esperanza, ispirata al film Encanto, come riqualificazione della defunta DinoLand U.S.A. oltre a un nuovissimo spettacolo incentrato sul film d'animazione Zootropolis presso l'iconico Tree of Life e una nuova attrazione a tema Indiana Jones.[51][52]